# Nahr-e Afadeleh
Nahr-e Afadeleh (em persa: نهرعفادله, também romanizada como Nahr-e ʿAfādeleh) é uma aldeia do distrito rural de Minubar, no condado de Abadan, na província de Khuzistão, Irã.
Segundo o censo de 2006, sua população era de 375 habitantes, em 64 famílias.